# Chloropoea unguru
Chloropoea unguru är en fjärilsart som beskrevs av Jackson 1951. Chloropoea unguru ingår i släktet Chloropoea och familjen praktfjärilar. Inga underarter finns listade i Catalogue of Life.